# Volterra
Volterra, etruské Velathri, je opevněné město v Toskánsku, asi 50 km jižně od Pisy a asi 30 km od pobřeží Ligurského moře. Velmi dobře zachované starověké a středověké historické město s hradbami a branami leží na strmém, obtížně přístupném skalnatém vrchu a je oblíbeným turistickým místem a sídlem volterrské diecéze. Proslavilo se výrobky z alabastru, který se v okolí těží.

## Historie
Město vzniklo jako Velathri spojením několika etruských osad ve 4. století př. n. l., kdy vznikly i mohutné hradby, a bylo jedním z nejvýznamnějších měst Etrurie. Za První občanské války je musel Sulla dva roky obléhat, než je roku 79 př. n. l. dobyl. Římské město Volaterrae mělo městská práva (municipium), od 5. století bylo sídlem biskupa a ve vrcholném středověku republikou. Roku 1406 je dobyli Florenťané, po pádu Florentské republiky bylo majetkem rodiny Medici a stalo se součástí Toskánského velkovévodství.

## Doprava
Městskou dopravu zajišťují dvě autobusové linky. Železniční stanice Volterra Saline leží asi 5 km JZ od města a spojuje ji s Cecinou na pobřeží. Městem prochází silnice SR68, která spojuje Cecinu na dálnici A12 a Poggibonsi na silnici R0.

## Pamětihodnosti
Volterra má dominantní polohu a přístupové silnice překonávají výškový rozdíl ostrými serpentinami. Vlastní město charakterizují úzké a křivolaké uličky a mohutná medicejská pevnost ze 16. století. Mezi hlavní pamětihodnosti patří:
- Vykopávky římského divadla z 1. stol. př. n. l.
- Hradby, zčásti ještě etruské (Porta dell‘ Arco), s dalšími středověkými branami.
- Katedrála Nanebevzetí Panny Marie byla postavena roku 1120 po zemětřesení, které zničilo velkou část města. Byla rozšířena ve 13. století, věž byla dokončena roku 1493. Má velmi cenné vnitřní zařízení a obrazy ze 16. století, včetně bohatě vyřezávaného stropu.
- Osmiboké baptisterium sv. Jana (křestní kaple) ze 12.–13. století.
- Náměstí Piazza dei Priori se stejnojmenným palácem (radnicí) z let 1208–1257.
- Museo Guarnacci s bohatými sbírkami etruských uměleckých předmětů a pohřebních uren.
- Galerie italského malířství 14.-17. století v paláci Minucci-Solaini.
- Mohutná medicejská pevnost, později věznice.

## Zajímavosti
Volterru využila ve svých knihách i Stephenie Meyerová (Twilight), kdy do Volterry umístila sídlo upířího rodu Volturi.

## Galerie

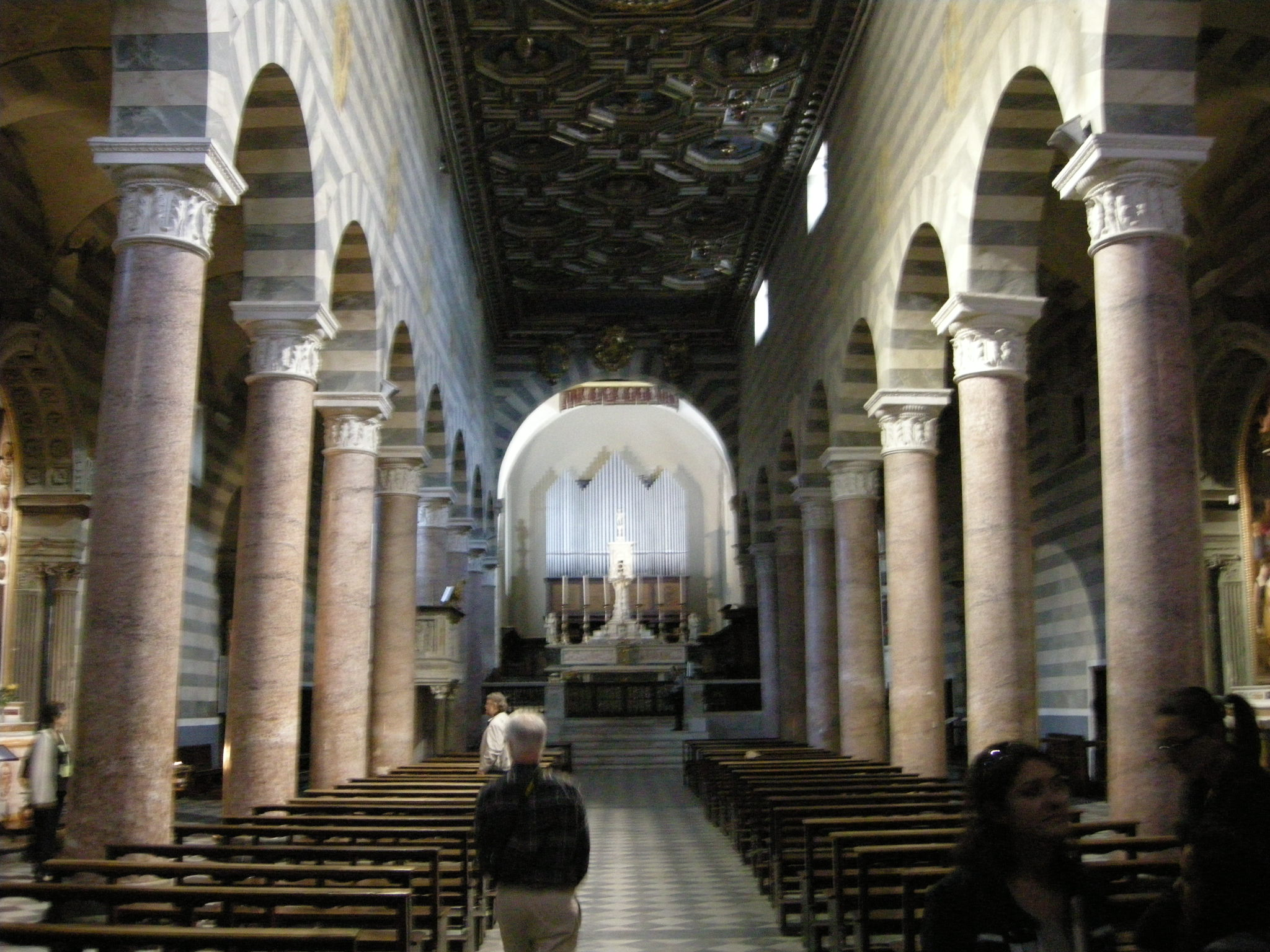
Katedrála Nanebevzetí Panny Marie, interiér
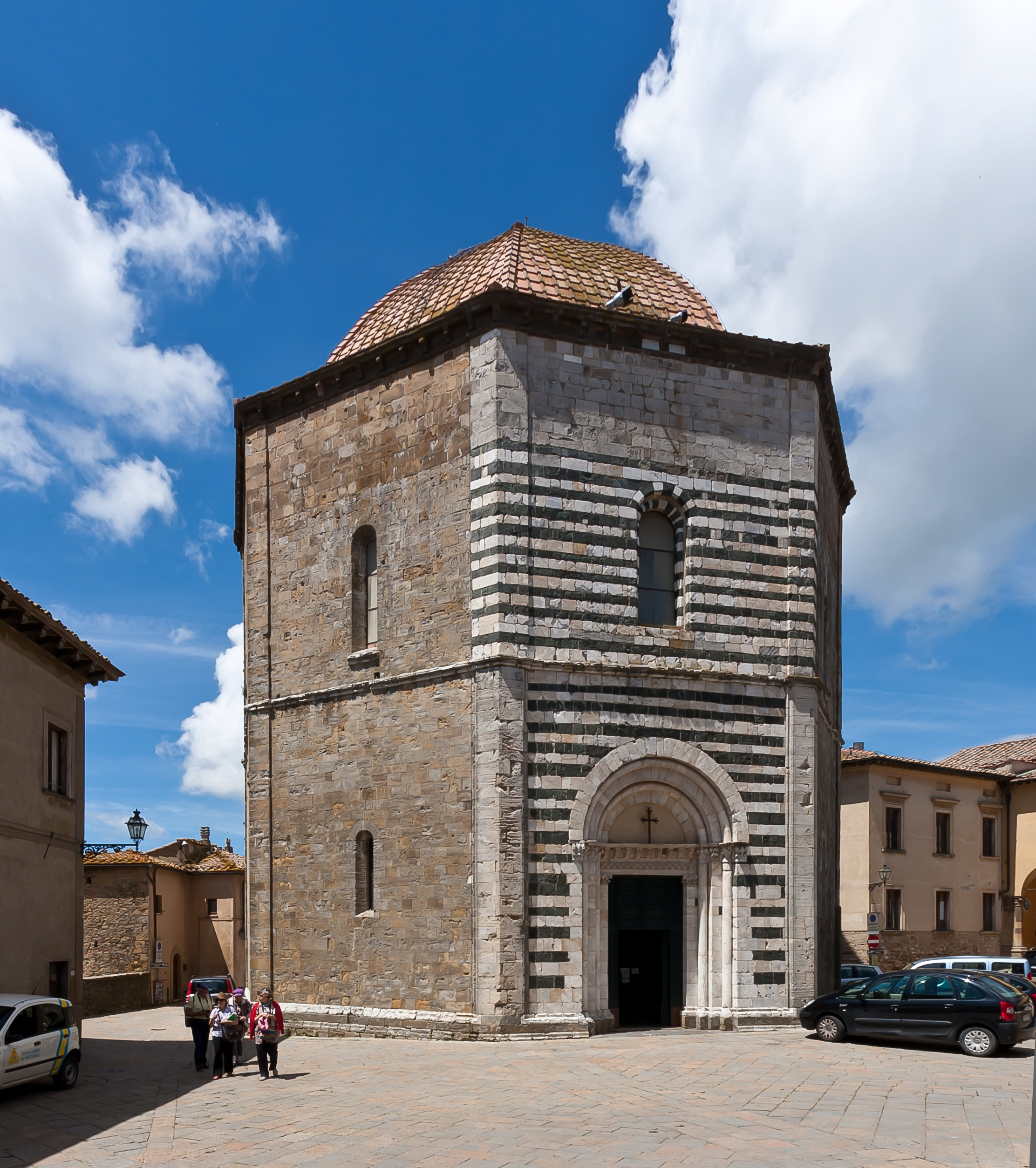
Baptisterium (12.–13. stol.)
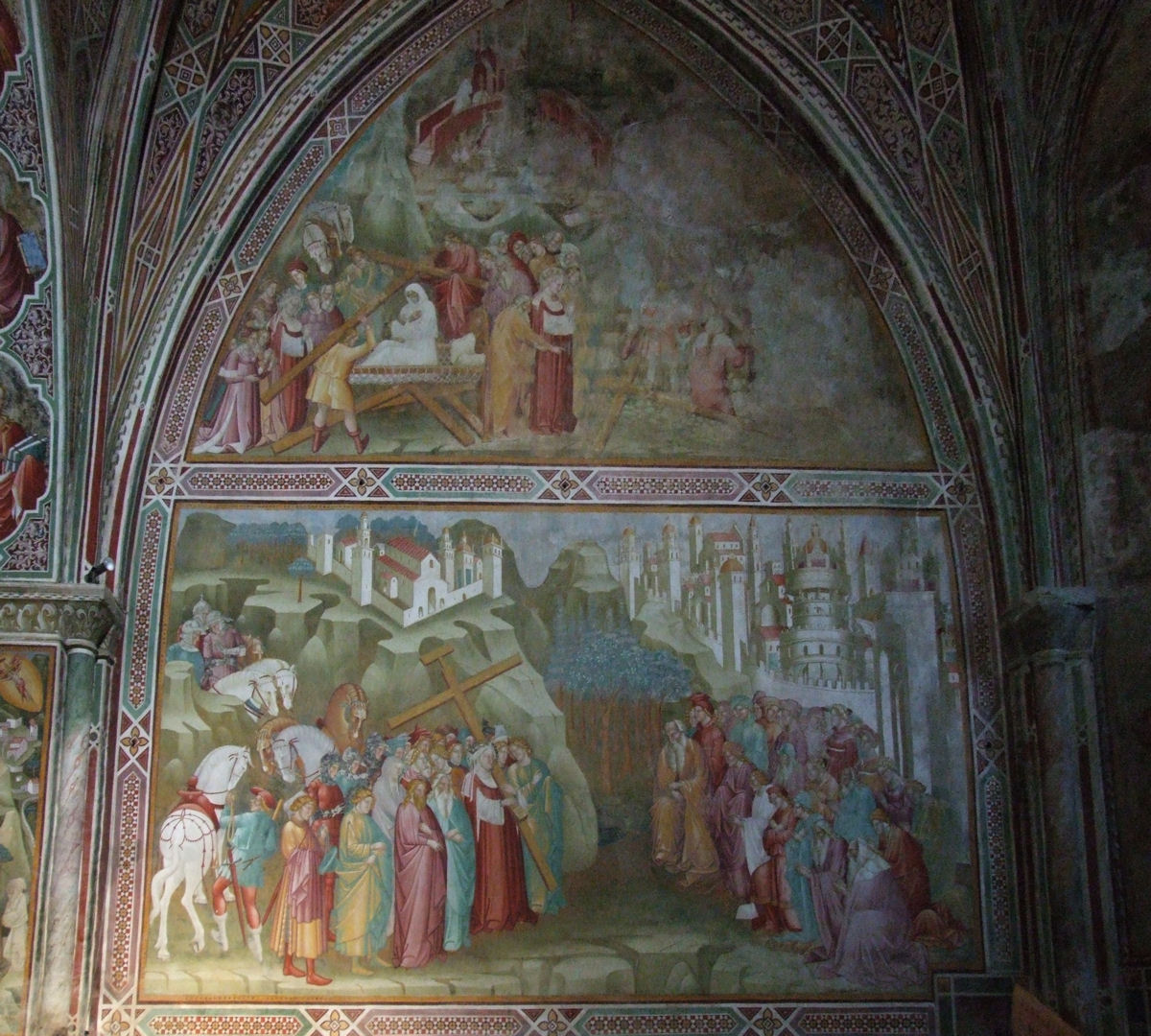
Kostel sv. Františka (fresky, 15. stol.)
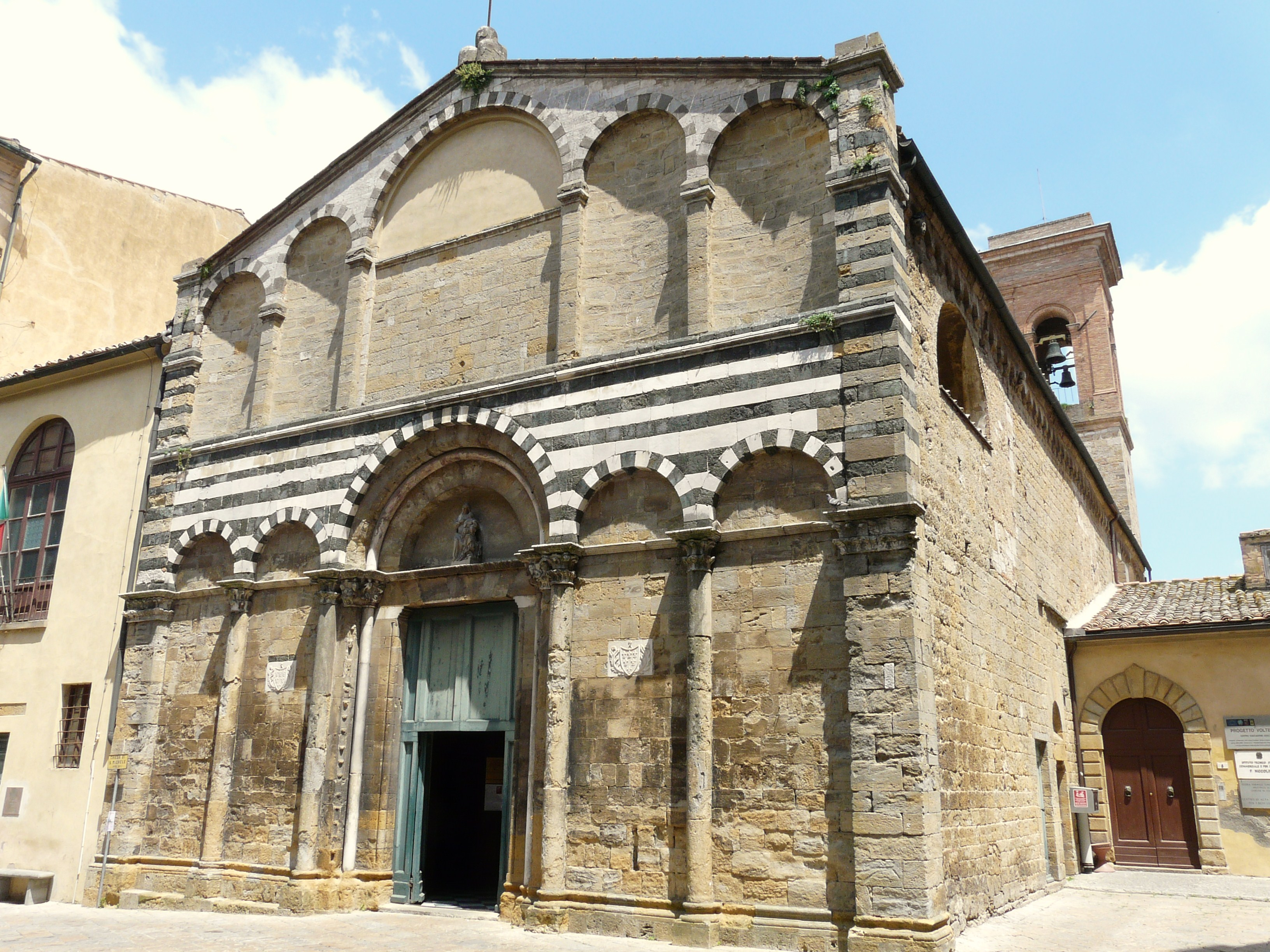
Kostel sv. Michaela archanděla (13. stol.)
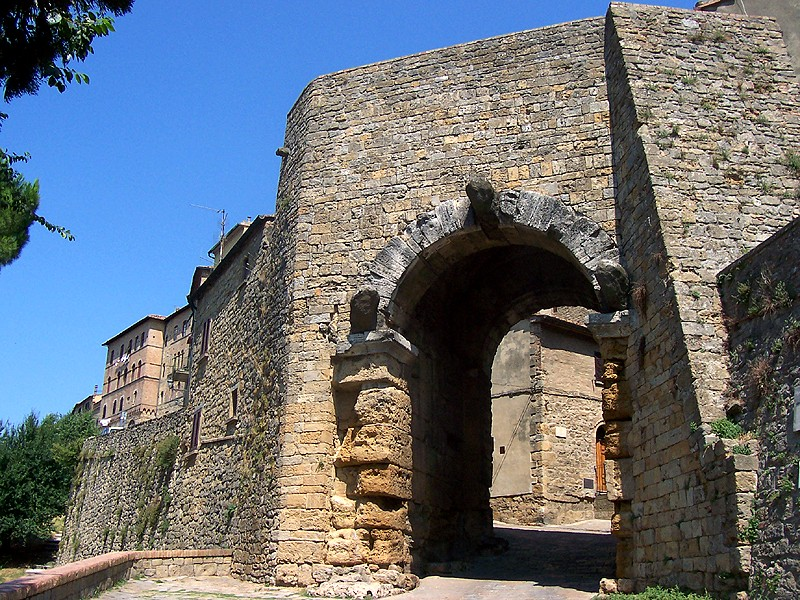
Etruská brána (Porta all’Arco)
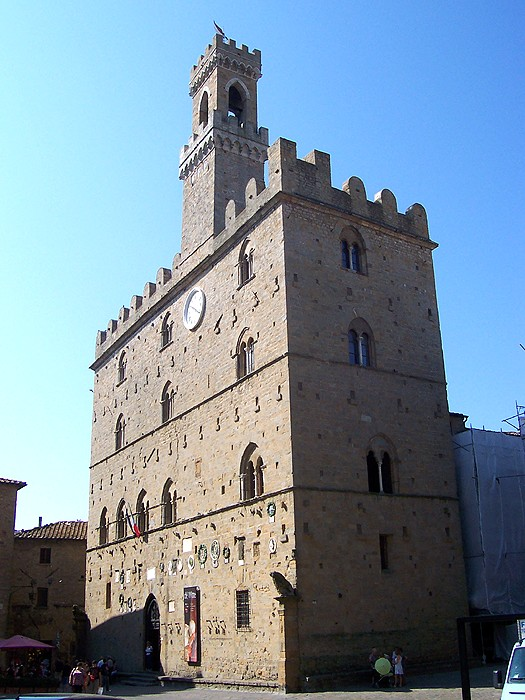
Radnice (Palazzo dei Priori, 1257)
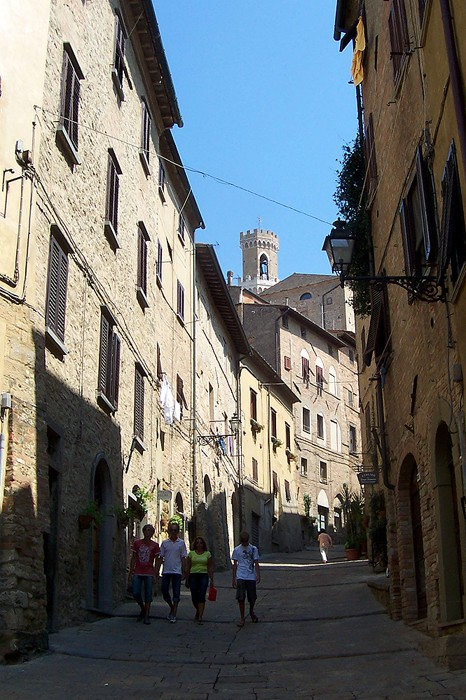
Hlavní ulice